# Grupo de Artillería de Defensa Aérea 101
El Grupo de Artillería de Defensa Aérea 101 (GADA 101) fue una unidad de artillería del Ejército Argentino con asiento en Ciudadela, Provincia de Buenos Aires.

## Historia

### Orgánica
En el año 1964 se genera el Grupo de Artillería de Defensa Aérea 101 (GADA 101), dependiente del Comando del I Cuerpo de Ejército de Capital Federal. Hacia 1996 en tiempos de renovación este GADA 101 se disuelve y sus medios son absorbidos por el Grupo de Artillería de Defensa Aérea 601 (GADA 601) de Mar del Plata.

### Terrorismo de Estado
El GADA 101, dependiente del I Cuerpo de Ejército, condujo el Área V de la Subzona Capital Federal de la Zona 1.
La jurisdicción de esta Área comprendía un sector formado entre el Río Matanza-Riachuelo, Avenida General Paz, Humaita, Tonelero, Av. Rivadavia, Boedo, Estados Unidos, Alberti, Catamarca, Lima.
El área V manejó los siguientes centros clandestinos de detención:
- Grupo de Artillería de Defensa Aérea 101 (centro clandestino de detención)
- El Olimpo
- Automotores Orletti
- Hospital Aeronáutico

### Guerra de las Malvinas
El Grupo de Artillería de Defensa Aérea 101 intervino en el conflicto del Atlántico Sur a través la Batería B, compuesta por 112 efectivos y ocho cañones Hispano-Suiza HS.831 de calibre 30 mm y conducida por el teniente primero Alejandro Infantino.
La Batería B se desplegó en la península Camber, en el Subsector «Plata», en donde había una Sección del Regimiento de Infantería 7 y una Sección de la Infantería de Marina de la Armada.
En el hundimiento del ARA Isla de los Estados murió el cabo Adrián Bustos del GADA 101.
La noche del 13 de junio, una fuerza compuesta por efectivos de los Marines Reales, del Servicio Aéreo Especial y del Escuadrón de Botes Especial intentó desembarcar en la península Camber para distraer la atención del ataque de británico sobre Wireless Ridge, y aliviar la batalla del 2.º Batallón de Paracaidistas. Esa península estaba defendida por dos Secciones de Tiradores de Infantería de Marina bajo el mando de los tenientes Alfredo José Imboden y Héctor Gazzolo, una Sección de Tiradores de Marinería del Apostadero Naval y una batería antiaérea del GADA 101 del mayor Jorge Monge. Al detectar el ataque enemigo, la batería y los tiradores argentinos desbarataron la incursión abriendo fuego con sus cañones, ametralladoras y fusiles. Como resultado de la acción, un efectivo del Servicio de Botes Especial y dos integrantes del Servicio Aéreo Especial resultaron gravemente heridos requiriendo evacuación urgente en helicópter.